# 宮田和征
宮田 和征（みやた かずゆき、10月29日 - ）は、日本の声優、俳優。以前はプロダクション東京ドラマハウスに所属していた。神奈川県出身。血液型はO型。

## 出演作品

### OVA
- ドラゴニア（ロイ）

### ゲーム
- みずいろ

### CDドラマ
- 影喰らい

### プロモーションビデオ
- 静岡県浜松工業技術センター
- トヨタ自動車
- バスク

### その他
- スーパーモーニング
- ビューティー・コロシアム
- 新説!?みのもんたの日本ミステリー!
- 女神のアンテナ
- THEトクメイ記者
- 徳光和夫の感動再会"逢いたい"